# Doktor umění
Doktor umění (ve zkratce ArtD. z latinského artis doctor, popř. Art.D., původně z lat. artium doctor, někdy též D.Arts či D.A. atp.) je akademický titul, který se obvykle uděluje absolventům vysokoškolského doktorského studia v uměleckých oborech na některých vysokých školách ve světě (např. na Slovensku). Tento akademický titul ve zkratce ArtD. se uvádí za jménem nositele a je od jména oddělen čárkou, jedná se o obdobu Ph.D. pro umělce.
Typický je tento doktorský program (v angličtině Doctor of Arts) například ve Spojených státech amerických.
Na českých vysokých školách tento akademický titul absolventům doktorských studií není udělován (i v uměleckých oborech se v ČR udílí klasické Ph.D. – doktor). Dle českého vysokoškolského zákona však absolventi s vysokoškolským (magisterským – typicky MgA.) vzděláním mají i přípustnou výjimku a pro další postup (jmenování docentem, případně později profesorem) ani není doktorský studijní program (resp. vysoká škola) pro umělce nezbytnou podmínkou.